# Microsoft Office
Chronologie des versions
Microsoft 365 Copilot
Microsoft Office est une suite bureautique propriété de la société Microsoft qui fonctionne avec les plates-formes fixes et mobiles. Elle s'installe sur ordinateur et fournit une suite de logiciels comme : Word, Excel, PowerPoint, OneNote, Outlook, Access et/ou Publisher selon les suites choisies.
Microsoft Office propose une version web qui s'utilise directement en ligne depuis un navigateur web. Office existe également pour les appareils mobiles : Windows Phone, iPhone, iPad, téléphones ou tablettes Android ; on l'appelle alors selon l'appareil utilisé : Office Mobile, Office pour iPad, Office pour iPhone ou Office pour Android.
En 2015, Microsoft annonce que Office est utilisé par plus de 1,2 milliard de personnes.

## Historique

### Développement
Microsoft Office fait son apparition en 1989, et était au commencement une sorte de paquet comprenant des applications qui étaient vendues séparément auparavant. L'avantage de la suite sur les logiciels séparés était le moindre coût. La première version de la suite bureautique contenait Word, Excel et PowerPoint. Il a également existé une offre commerciale « Pro » qui incluait Microsoft Access et Microsoft Schedule Plus. Au cours des années, les applications bureautiques se sont développées, partageant certains composants comme un correcteur orthographique, la possibilité d'intégrer un élément OLE et les scripts en VBA.
Microsoft Office est actuellement la suite bureautique la plus connue et la plus utilisée dans le monde. Depuis la version 2003, Microsoft a rajouté le mot « Office » devant le nom de chaque logiciel de la suite. Au fil des années et des lancements des nouvelles versions de la suite, Microsoft Office s'impose comme le leader de la suite bureautique avec de plus en plus de fonctionnalités visant à simplifier les usages bureautique, aussi bien dans le monde professionnel que privé. Ainsi : Office 2007, sorti fin janvier 2007, dévoile une interface utilisateur très différente des versions précédentes, avec comme principal point le remplacement des menus et des barres d'outils par un bandeau contenant les icônes d'outils et diverses fonctions appelé « Ribbon » ou « Ruban » en français, ce qui sera alors une révolution.
Office 2010, Office 2011 pour Mac puis Office 2013 arrivent ensuite. Les fonctionnalités les plus récentes sont par exemple, dans Word, l'intégration de vidéos issues du web, le mode lecture, la possibilité de modifier un document PDF ; dans Excel, les graphiques recommandés, le remplissage instantané ; dans PowerPoint, le mode présentateur évolué, la pipette. Plus tard, Office 2016 et Office 2019 apportent des fonctionnalités collaboratives, alors que la version sur abonnement, Office 365, propose de nouvelle fonctionnalités mensuelles, tirant souvent partie de l'intelligence artificielle.

### Versions

#### Microsoft Office 1.0
Microsoft Office 1.0 est la première version de la suite Microsoft Office conçue pour Windows 2.x et conçue en 16 bits.
Des changements ultérieurs amélioreront l'interface utilisateur et la compatibilité avec d'autres systèmes d'exploitation.
Sorti en octobre 1989, il a été distribué sur disquette,,.
Office 1.0 comprenait les applications suivantes : Word 1.1 ;Excel 2.0 ; PowerPoint 2.0.

#### Microsoft Office 1.5
Sorti en 1990, il a été distribué sur disquette.
Office 1.5 comprenait les applications suivantes : Word 1.1, Excel 3.0 et PowerPoint 2.0.

#### Microsoft Office 1.6
Sorti le 8 juillet 1991, il a été distribué sur disquette.
Office 1.6 comprenait les applications suivantes : Word 1.1 ; Excel 3.0 ; PowerPoint 2.0 ;mail2.1
Microsoft Office 2.5
Sortie début 1992.
Office 2.5 comprenait les applications suivantes : Word 2.0a, Excel 4.0, PowerPoint 2.0e, Mail 2.1
Microsoft Office 3.0
Sortie le 30 août 1992.
Office 3.0 comprenait les application suivantes : Word 2.0c, Excel 4.0, PowerPoint 3.0, Mail 3.0

#### Microsoft Office 4.0
Sortie le 17 janvier 1994, le package se compose de 16 disquettes.
Office 4.0 comprenait les applications suivantes : Word 6.0 ; Excel 4.0 ; PowerPoint 3.0 ; Mail 3.1
Microsoft Office 4.3
Sortie le 2 juin 1994.
Office 4.3 comprenait les applications suivantes : Word 6.0, Excel 5.0, PowerPoint 4.0, Mail 3.2, Access 2.0
Office 4.2 for NT
Sortie le 3 juillet 1994.
Office 4.2 for NT comprenait les applications suivantes : Word 6.0, Excel 5.0, PowerPoint 4.0, Office Manager
Microsoft Office 95 (7.0)
Sortie le 24 août 1994.
Office 95 comprenait les applications suivantes : Word(7.0), Excel(7.0), PowerPoint(7.0), Schedule+, Binder, Access, Bookshelf
Microsoft Office 97 (8.0) et (8.5)
Sortie le 19 novembre 1996 (8.0) et le 20 juin 1997 (8.5).
Word 97, Word 98, Excel, PowerPoint, Access, Publisher 97, Publisher 98, Outlook 97, Outlook 98, BookShelf Basics, Small Business Financial Manager 97, Small Business Financial Manager 98, Automap Street Plus, Direct Mail Manager, Expedia Streets 98
Office 2000 (9.0)
Sortie le 7 juin 1999.
Word, Excel, Outlook, PowerPoint, Access, Publisher, Small Business Tools, FrontPage, PhotoDraw
Office XP (10.0)
Sortie le 31 mai 2001.
Word, Excel, Outlook, PowerPoint, Access, FrontPage, Publisher, Small Business Tools
Office 2003 (11.0)
Sortie le 20 août 2003.
Word, Excel, Outlook, PowerPoint, Access, Publisher, OneNote, InfoPath
Office 2007 (12.0)
Sortie le 30 janvier 2007.
Word, Excel, PowerPoint, Outlook, Publisher, Access, Groove, OneNote, InfoPath, Communicator, Visio Viewer, OCT
Office 2010 (14.0)
Sortie le 15 juin 2010.
Word, Excel, PowerPoint, OneNote, Outlook, Publisher, Access, InfoPath, SharePoint Workspace, Visio Viewer, OCT, Lync
Office 2013 (15.0)
Sortie le 29 janvier 2013.
Word, Excel, PowerPoint, OneNote, Outlook, Publisher, Access, Lync, Skype for Business, Visio Viewer
Office 2016 (16.0)
Sortie le 22 septembre 2015.
Word, Excel, PowerPoint, OneNote, Outlook, Publisher, Access, Skype for Business, Visio Viewer
Office 2019 (16.0)
Sortie le 24 septembre 2018.
Word, Excel, PowerPoint, OneNote, Outlook, Publisher, Access, Skype for Business, Visio Viewer
Office 2021 (16.0)
Sortie le 5 octobre 2021.
Word, Excel, PowerPoint, OneNote, Outlook, Publisher, Access, Skype for Business, Visio Viewer
Office 2024 (16.0)
Sortie le 1er octobre 2024.
Word, Excel, PowerPoint, OneNote, Outlook, Access, Skype for Business, Visio Viewer

### Identité visuelle (logo)
Le premier logo de Microsoft Office était un puzzle, apparu dans Office 97. Il fut remplacé par un ensemble de quatre rectangles arrondis dès la version 2003 avant d'être retouché en 2007 puis refait en 2010. Il y a également un nouveau logo pour Office 2013, lui-même rénové en 2020.

Logo de Microsoft Office 2000
Logo de Microsoft Office 2003
Logo de Microsoft Office 2007
Logo de Microsoft Office 2010
Logo de Microsoft Office 2013 et 2016
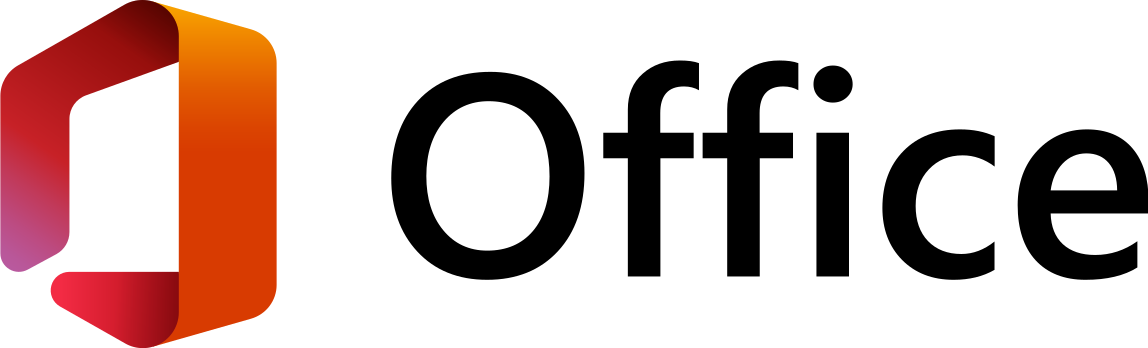
Logo de Microsoft Office de 2019 à 2022

## Logiciels
Il existe huit éditions différentes de Microsoft Office 2007 et six éditions de Microsoft Office 2010. Trois de ces éditions sont destinées à un usage principalement personnel et incluent un certain nombre des logiciels considérés aujourd'hui comme les logiciels de base de Microsoft Office System.

### Microsoft Office Word
Microsoft Office Word est un logiciel de traitement de texte. Il est considéré comme le programme central de Microsoft Office. Il domine le marché du logiciel de traitement de texte.
Son format par défaut est le « .docx » (anciennement « .doc »), qui existe en différentes versions correspondant aux versions de Word. La demande grandissante d'interopérabilité dans les environnements de bureautique a conduit Microsoft à tenter de proposer un format basé sur XML (format XML2003) puis l'Open XML (format Microsoft Office 2007), standard ISO depuis avril 2008. Toutefois, Office 2007 et Office 2010[réf. nécessaire] ne sont pas compatibles avec cette norme ISO.
Word est aussi disponible dans certaines versions de Microsoft Works Suite. Il est disponible sur Windows et macOS.
Depuis Word 2013, il est permet également de créer des sites web[réf. nécessaire]. Il peut servir de lecteur d'eBooks sur tablette. Word 2013 est également doté d'un système de stockage de fichiers en ligne.
Depuis Word 2021, une version sombre de l'interface est disponible afin de réduire la fatigue visuelle. Le logiciel prend également en charge la coédition, permettant à plusieurs utilisateurs de collaborer simultanément sur un même document Word en temps réel.

### Microsoft Office Excel
Microsoft Office Excel est un tableur qui, comme presque tous les tableurs, sait également faire des graphiques, d'où son nom de tableur-grapheur. Comme Microsoft Word, il domine le marché. Il a été dès le début le concurrent de Lotus 1-2-3 mais il est devenu rapidement le logiciel dominant du marché. Il est disponible pour Windows et Macintosh.
Microsoft Excel connaît de nombreuses évolutions et voit aujourd'hui ses possibilités s'étendre grâce à Power Bi au Big data.

### Microsoft Office PowerPoint
Microsoft Office PowerPoint est un logiciel de présentation (succession de diapositives) pour Windows et Mac. Il est utilisé pour créer des présentations avec du texte, avec des images, sons, vidéos et autres objets, qui peuvent être visualisées sur un écran ou projetées grâce à un projecteur appelé également beamer. Windows Mobile 2005 contient une version réduite.
Une visionneuse gratuite téléchargeable sur Internet permet de montrer des présentations. Microsoft a repris l'idée de visionneuse gratuite pour Word et Excel.

### Microsoft Office OneNote
Microsoft Office OneNote est un logiciel destiné à la prise de notes pouvant être utilisé sur les Tablettes PC ou sur les PC de bureau. Les notes peuvent être écrites à la main, tapées, scannées ou enregistrées dans un format audio, chaque format étant disponible à la recherche. Elles sont classées, depuis la version 2007, dans des bloc-notes organisés en sections et en pages, qui peuvent être partagés sur un réseau ou sur Microsoft OneDrive

### Microsoft Office Outlook

Logo de Microsoft Outlook.

Microsoft Office Outlook, à ne pas confondre avec Outlook Express, est un gestionnaire d'informations personnelles (également connu sous le nom de PIM, acronyme anglais de Personal Information Manager) et un client de communication par courriel. Il fait son arrivée dans la version d'Office 97. Il inclut un calendrier, un client de courriel, un gestionnaire de tâches et un carnet d'adresses.
Microsoft Office Outlook a radicalement changé d'apparence et d'organisation lors du passage de la version XP (2002) à la version 2003 : la barre Outlook permettant de naviguer dans les fonctions principales du logiciel a disparu pour laisser place à un « volet de navigation » voulu plus ergonomique.
En 2007, Windows Live, filiale Web de Microsoft, s'inspire fortement d'Outlook pour développer la nouvelle version de MSN Hotmail, devenu alors Windows Live Hotmail, rapidement suivi d'une version cliente connue sous le nom de Windows Live Mail Desktop.
Sur Macintosh, Outlook a remplacé Entourage dans la version 2011 de Microsoft Office.
Microsoft Office Outlook existe aussi sur Windows Mobile.

## Logiciels spécialisés
Ces logiciels ne sont commercialisés que dans certaines éditions de la suite Office ou sont commercialisés séparément.

### Microsoft Office Publisher
Microsoft Office Publisher est un logiciel de publication assistée par ordinateur, qui crée des lettres d'information, cartes de visite, papiers volants, cartes de vœux ou encore des cartes postales.
Il a été conçu pour aider des « non-professionnels » à créer et mettre en forme des publications. Publisher est aussi un support pour créer de grands travaux d'impression.

### Microsoft Office Access
Microsoft Office Access est un système de gestion de base de données. Il nécessite quelques connaissances, en modélisation de données et interrogation de tables, pour être utilisé efficacement.

### Microsoft Office Visio
Microsoft Office Visio est un outil de création de diagrammes.

### Microsoft Office Project
Microsoft Office Project est un logiciel de gestion de projets.

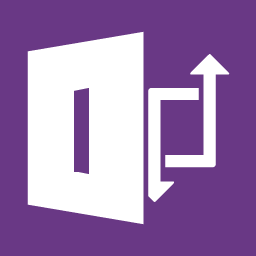
InfoPath

### Microsoft Office InfoPath
Microsoft Office InfoPath est une application qui permet à des utilisateurs de concevoir des formulaires basés sur le XML.

### Microsoft Office Sharepoint Designer
Microsoft Office SharePoint Designer est un éditeur HTML, un logiciel permettant de créer des pages web. Il a remplacé Microsoft Office Frontpage à partir de la version 2007 d'Office System. Ce logiciel est principalement destiné à la conception de pages pour Microsoft Office Sharepoint. Il est désormais distribué librement.

### Microsoft Office Lync
Microsoft Office Lync est un logiciel de messagerie instantanée, qui permet aux utilisateurs de passer également des appels téléphoniques via Internet, faire des transferts de fichiers et même de la visio-conférence. Entièrement compatible avec Skype depuis son rachat par Microsoft. Intégré à la suite 2013 et également disponible pour les détenteurs d'une licence Microsoft Office 2011 Entreprise. Début 2015, Microsoft annonce sa fusion avec Skype Entreprise.

## Outils Microsoft Office
Microsoft Office contient quelques outils intégrés au reste de la suite.

### Microsoft Office Producer
Cet outil est en fait un complément gratuit pour Microsoft Office qui permet de faire des présentations multimédias en fusionnant PowerPoint et Windows Movie Maker 2. Ce logiciel est disponible sur le site web de Microsoft, mais il nécessite Microsoft Office PowerPoint 2002 ou 2003 pour fonctionner. Bien que son interface ressemble à celle de Microsoft Office XP, ce logiciel est bien intégré à Office 2003.

### Microsoft Office Mix
Cet outil est un complément gratuit, successeur de Microsoft Producer, inclus dans les versions 2013 et 2016 de Office, intégrant Microsoft PowerPoint.

### Microsoft Office Docs.com
Docs.com est un outil de publication de documents faisant partie de Microsoft Office – accessible uniquement en ligne – où les utilisateurs d'Office peuvent découvrir, télécharger et partager des fichiers Word, Excel, PowerPoint, Sway et PDF sur leur page de profil. Depuis la version 2016, il est possible de sauvegarder directement sur Docs.com.

### Microsoft Office InterConnect
Microsoft Office InterConnect est un logiciel développé par Microsoft Corporation au Japon qui permet de créer et de gérer des cartes de visites électroniques à partir de Microsoft Office Outlook.

## Autres programmes intégrés dans les éditions pour Mac
- Microsoft Entourage – logiciel de gestion d'informations et client de messagerie (n'existe plus depuis la sortie de Microsoft Office 2011).

## Logiciels anciennement inclus
- Microsoft Office FrontPage était un éditeur HTML, un logiciel permettant de créer des pages web. Il a disparu à partir de la version 2007 d'Office System où il a cédé sa place à Microsoft Office SharePoint Designer, un outil prévu pour la conception de page pour Microsoft Office SharePoint. Il existe deux successeurs à FrontPage : Microsoft Expression Web, qui ne fait pas partie de la suite Office, et Microsoft Office SharePoint Designer, prévu avec l'utilisation avec Office 365.
- Le Classeur Office (Microsoft Binder) était un outil qui permettait d'insérer plusieurs fichiers Office en un seul fichier qui n'a pas continué au-delà de Office 2000 à cause des nombreuses failles de sécurité qu'il contenait. Cependant, les exécutables Microsoft Binder étaient restés jusqu'à la version 11.0, 2003.
- Le Gestionnaire Microsoft Office était une barre d'outils ancrée là où on le voulait, qui contenait non seulement des liens vers les logiciels d'Office, mais également des liens directs vers les fonctions de création d'éléments Outlook, comme la création d'un nouveau message ou d'un nouvel élément du calendrier. La dernière version dans laquelle il était présent est Office XP.
- Microsoft Schedule Plus était un logiciel intégré dans Office 95. Il incluait un planificateur, une liste de tâches à accomplir et un carnet d'adresses. Ces fonctions ont été réintégrées dans Microsoft Office Outlook.
- Microsoft Mail (à ne pas confondre avec Windows Mail) était un client de messagerie qui était présent dans Office jusqu'à la version 97 où il a été remplacé par Microsoft Office Outlook, la fusion entre Schedule Plus et Mail.
- Microsoft Outlook Express – client de messagerie intégré dans Office 98 Macintosh Édition, plus tard remplacé par Microsoft Entourage. Il est toujours présent dans Windows XP aux côtés de Internet Explorer, mais est voué à disparaître au profit de Windows Mail pour les utilisateurs de messageries POP3 et Windows Live Mail Desktop pour les utilisateurs de la messagerie Windows Live Mail, anciennement MSN Hotmail.
- Microsoft Photo Editor – éditeur de graphiques dans les anciennes versions d'Office jusqu'à la version XP. Depuis la version 2003, il a été remplacé par Microsoft Office Picture Manager.
- Microsoft PhotoDraw – Ce programme est apparu dans Office 2000 Premium. Une version 2 a même été développée pour Office 2000 SR1. Il a été ensuite abandonné au profit de Microsoft Photo Suite (Microsoft Picture It! en France), aujourd'hui lui-même abandonné au profit de Microsoft Expression Design, qui offrait des options plus riches).
- Microsoft Vizact 2000 – créé à la fin des années 1990, c'est un programme permettant la création de documents interactifs utilisant HTML+TIME (en) (remplissant les fonctions comparables à Synchronized Multimedia Integration Language), en intégrant des documents Office, des sons, etc., et en permettant d'ajouter des effets d'animation. Il permet ainsi de créer des documents dynamiques pour le Web[7],[8],[9]. Ce module est abandonné en 2000 : la dernière version est la version 9.0 diffusée en avril 2000.
- Microsoft Office Picture Manager est un logiciel secondaire présent dans toutes les éditions de Microsoft Office System et fait non seulement office de classeur de photos simplifié, mais il sait également retoucher légèrement les photos en modifiant les tons de couleurs, de luminosité, de saturation, etc. Il a succédé à Microsoft Photo Editor. En 2013, il a été retiré.
- Microsoft Office MapPoint est un logiciel de cartographie destiné aux professionnels. Sa version dérivée pour le grand public est Microsoft Autoroute Express[10].
- Microsoft Office Groove est un outil de collaboration simplifié pour les petites entreprises.
- Microsoft Office Communicator est un client de messagerie instantanée servant à se connecter sur les composants Microsoft Office communication Server. Il a été remplacé par Skype Enterprise.

## Licence
Microsoft Office étant un logiciel propriétaire, sa redistribution est supposément interdite (un jugement de la Cour européenne de justice rend cependant légale la revente) et pour chaque matériel équipé, le propriétaire et/ou l'usager est redevable du paiement d'une licence. Les licences sont commercialisées soit sous forme monoposte, soit en version multilicences, l'installation sur plus d'un ordinateur étant fréquente dans les grandes sociétés ou certains organismes publics.
La revente d'une licence logicielle est possible et légale depuis la décision de la Cour de Justice Européenne sur l'arrêt du 3 juillet 2012. Celle-ci a statué que le créateur/fabricant d'un logiciel tel que Microsoft n'a pas le droit de s'opposer à la revente de son produit sous forme de produit de seconde main. Ce type de licence est appelé licence logicielle pré détenue ou autrement dit de seconde main. Cette revente se fait par la licence qui est transmise à un nouvel utilisateur. Afin que cette activité soit légale, le revendeur de sa licence doit respecter certaines règles stipulées par la CJUE.
Microsoft Office est également compris dans les abonnements Office 365 et peut être installé sur plusieurs appareils sous un format locatif.
Durant une courte période, il a existé une version gratuite et allégée de Microsoft Office, dénommée Microsoft Office Starter 2010. Cette version était financée par un encart publicitaire au sein même du logiciel. Elle comportait uniquement Word et Excel, et avec des fonctionnalités limitées (pas de macros ni de formules complexes). Microsoft Office Starter 2010 permettait de créer, ouvrir et éditer des documents Word et Excel et d'utiliser les fonctions de tableur et de traitement de texte. La version 2010 est la seule version de Microsoft Office Starter jamais sortie, Microsoft ayant abandonné ce concept depuis.

### Les éditions de Microsoft Office
Les dernières éditions de la suite Microsoft Office sont les suivantes dans leur millésime Office 2019 :
- Office Standard 2019 : Word, Excel, PowerPoint, OneNote, Outlook, Publisher
- Office Famille et Étudiant 2019 : Word, Excel, PowerPoint, OneNote
- Office Famille et Petite Entreprise 2019 : Word, Excel, PowerPoint, OneNote, Outlook
- Office Professionnel 2019 : Word, Excel, PowerPoint, OneNote, Outlook, Access et Publisher
- Office Professionnel Plus 2019 : Word, Excel, PowerPoint, OneNote, Outlook, Access, Publisher, InfoPath, Skype Entreprise

### Les éditions de Microsoft Office: Mac
- The Microsoft Office (1.0)
- Microsoft Office 1.5 pour Mac
- Microsoft Office 2.0 pour Mac
- Microsoft Office 2.5 pour Mac
- Microsoft Office 3.0 pour Mac
- Microsoft Office 4.2 pour Mac
- Microsoft Office 98 Édition Macintosh
- Microsoft Office 2001
- Microsoft Office v.X
- Microsoft Office 2004 pour Mac
- Microsoft Office 2008 pour Mac
- Microsoft Office 2011 pour Mac
- Microsoft Office 2016 pour Mac
- Microsoft Office 2019 pour Mac
- Microsoft Office 2021 (dont Mac)

## Versions

### Versions pour Microsoft Windows
- The Microsoft Office for Windows (Word 1.1, Excel 2.0, PowerPoint 2.0) - sorti le 19 novembre 1990.
- Office 1.5 (Word 1.1, Excel 3.0, PowerPoint 2.0) - sorti le 4 mars 1991.
- Office 1.6 (Word 1.1, Excel 3.0, PowerPoint 2.0, Mail 2.1) - sorti le 8 juillet 1991.
- Office 2.5 (Word 2.0a, Excel 4.0, PowerPoint 2.0e, Mail 2.1 licence) - sorti début 1992
- Office 3.0 (Word 2.0c, Excel 4.0a, PowerPoint 3.0, Mail 3.0) - sorti le 30 août 1992 (dénommé Office 92).
- Office 4.0 (Word 6.0, Excel 4.0, PowerPoint 3.0) - sorti le 17 janvier 1994.
- Office 4.2 for Windows NT (Word 6.0, Excel 5.0, PowerPoint 4.0, « Microsoft Office Manager ») - sorti le 3 juillet 1994.
- Office 4.3 (Word 6.0, Excel 5.0, PowerPoint 4.0, Mail 3.2, Pro:Access 2.0) - sorti le 2 juin 1994.
- Office 95/7.0 (Word 95, etc.) - sorti le 30 août 1995.
- Office 97/8.0 (Word 97, etc.) - sorti le 30 décembre 1996 (a été livré aussi bien sur CD que sur disquette).
- Office 2000/9.0 (Word 2000, etc.) - sorti le 27 janvier 1999.
- Office XP/10.0 (Word 2002, etc.) - sorti le 31 mai 2001.
- Office 2003/11.0 (Word 2003, etc.) - sorti le 17 novembre 2003.
- Office 2007/12.0 (Word 2007, etc.) - sorti le 30 janvier 2007.
- Office 2010/14.0 (Word 2010, etc.) - sorti le 12 mai 2010 pour les entreprises, 15 juin 2010 pour le grand public.
- Office 2013/15.0 (Word 2013, etc.) - sorti le 29 janvier 2013.
- Office 2016/16.0 (Word 2016, etc.) - sorti le 22 septembre 2015.
- Office 2019/17.0 (Word 2019, etc.) - sorti le 24 septembre 2018.
- Office 2021 (Word 2021, etc.) - sorti le 5 octobre 2021.
- Office 2024 (Word 2024, etc.) - sorti le 1er octobre 2024.

### Service Pack
Microsoft propose régulièrement des « service pack » permettant la mise à jour gratuite d'Office. Comme pour Windows, ils contiennent des mises à jour sorties progressivement et rassemblées dans un même paquet pour une installation unique.
Par exemple, pour Office 2003, le dernier service pack est le SP3 sorti le 17 septembre 2007. Pour Office 2007, c'est également le SP3, sorti le 25 octobre 2011.

### Versions pour macOS
- The Microsoft Office (Word 4.0, Excel 2.2, PowerPoint 2.01, Mail 1.37) - sorti le 19 juin 1989.
- Office 1.5 (Word 4.0, Excel 3.0, PowerPoint 2.01, Mail 3.0) - sorti le 21 mai 1991.
- Office 2.0 (Word 5.0, Excel 3.0, PowerPoint 2.01, Mail 3.0) - sorti le 28 janvier 1992.
- Office 2.5 (Word 5.0, Excel 4.0, PowerPoint 3.0, Mail 3.0).
- Office 3.0 (Word 5.1, Excel 4.0, PowerPoint 3.0, Mail 3.1) - sorti le 1er mars 1993.
- Office 4.2 (Word 6, Excel 5, PowerPoint 4, Mail 3.2) - sorti le 2 août 1994 (la première version pour PowerPC).
- Office 98 (Word 98, etc.) - sorti le 15 mars 1998.
- Office:mac 2001 (Word 2001, etc.) - sorti le 11 octobre 2000.
- Office:mac v.X (Word X, etc.) - sorti le 19 novembre 2001.
- Office:mac 2004 (Word 2004, etc.) - sorti le 11 mai 2004.
- Office:mac 2008 (Word Mac 2008, etc.) - sorti le 16 janvier 2008. (première version compilée pour Mac Intel)
- Office:mac 2011 (Word Mac 2011, etc.) - sorti le 26 octobre 2010.
- Office Mac 2016 (Word Mac 2016, etc.) - sorti le 9 juillet 2015.
- Office Mac 2019 (Word Mac 2019, etc.) - sorti le 24 septembre 2018.

## Add-ons
Un dispositif important permet aux applications de Microsoft Office d'ajouter des programmes extérieurs (add-ons). Component Object Model (COM) sont des programmes supplémentaires qui étendent les possibilités d'une application en ajoutant des commandes qui peuvent s'adapter à diverses tâches.

## Critiques

### Formats de données
Microsoft Office a été critiqué par le passé pour avoir utilisé des formats de fichiers propriétaires plutôt que des standards ouverts, ce qui oblige les utilisateurs qui partagent des données à adopter la même plateforme logicielle. Cependant, le 15 février 2008, Microsoft a rendu l'ensemble de la documentation pour les formats Office binaires librement disponibles sous la Promesse de Spécification Ouverte. De plus, Office Open XML, le format de document pour les dernières versions d'Office pour Windows et Mac, a été standardisé sous les deux Ecma International et ISO. Ecma International a publié la spécification Office Open XML libre de droits d'auteur et Microsoft a accordé des droits de brevet à la technologie des formats sous la Promesse de Spécification Ouverte et a mis à disposition des convertisseurs téléchargeables gratuitement pour les versions précédentes de Microsoft Office, y compris Office 2003, Office XP, Office 2000 et Office 2004 pour le Mac. Des implémentations tierces de Office Open XML existent sur la plateforme Mac (iWork 08) et Linux (OpenOffice.org 2.3 - Edition Novell uniquement).

### Unicode et textes bidirectionnels
Un autre point de critique auquel Microsoft Office a été confronté est le manque de support dans ses versions Mac pour les langues Unicode et Texte bidirectionnel, notamment l'arabe et l'hébreu. Ce problème, qui existait depuis la première version en 1989, a été résolu dans la version 2016,.

### Vie privée
Le 13 novembre 2018, un rapport initié par le gouvernement des Pays-Bas a conclu que Microsoft Office 2016 et Office 365 ne respectent pas le RGPD, le règlement de l'Union européenne traitant de la protection des données et la confidentialité pour tous les citoyens dans et en dehors de l'UE et de la région de l'AELE. L'enquête a été initiée par l'observation que Microsoft ne révèle ni ne partage publiquement aucune donnée collectée sur les utilisateurs de ses logiciels. De plus, l'entreprise ne fournit pas aux utilisateurs de son logiciel (Office) une option pour désactiver les données de diagnostic et de télémétrie renvoyées à l'entreprise. Les chercheurs ont découvert que la plupart des données que le logiciel Microsoft collecte et "envoie à la maison" sont des diagnostics. Les chercheurs ont également observé que Microsoft "a apparemment essayé de rendre le système conforme au RGPD en stockant les documents Office sur des serveurs basés dans l'UE". Cependant, ils ont découvert que les packages logiciels collectaient des données supplémentaires contenant des informations privées sur les utilisateurs, dont certaines étaient stockées sur des serveurs situés aux États-Unis. Le Ministère de la Justice des Pays-Bas a engagé la Privacy Company pour sonder et évaluer l'utilisation des produits Microsoft Office dans le secteur public. "Microsoft collecte systématiquement des données à grande échelle sur l'utilisation individuelle de Word, Excel, PowerPoint et Outlook. De manière clandestine, sans informer les gens", ont déclaré les chercheurs de la Privacy Company dans leur article de blog. "Microsoft n'offre aucun choix en ce qui concerne la quantité de données, ou la possibilité de désactiver la collecte, ou la capacité de voir quelles données sont collectées, car le flux de données est codé."
Les chercheurs ont commenté qu'il n'est pas nécessaire que Microsoft stocke des informations telles que les adresses IP et les adresses e-mail, qui sont collectées automatiquement par le logiciel. "Microsoft ne devrait pas stocker ces données transitoires et fonctionnelles, à moins que la conservation ne soit strictement nécessaire, par exemple, à des fins de sécurité", concluent les chercheurs dans le rapport final du Ministère de la Justice des Pays-Bas.